# Verordnung (EU) Nr. 606/2013 (Schutzmaßnahmen-Verordnung)
Die Verordnung (EU) Nr. 606/2013 über die gegenseitige Anerkennung von Schutzmaßnahmen in Zivilsachen ist im Zusammenhang mit der Richtlinie 2011/99/EU ergänzend darauf gerichtet, Gewaltopfer europaweit (grenzüberschreitend) besser zu schützen.
Ziel der Verordnung ist es, dass eine in einem Unionsmitgliedstaat einmal angeordnete Schutzmaßnahmen für eine Person auch in einem anderen Mitgliedstaat Gültigkeit hat und dadurch sichergestellt wird, dass der gewährte Schutz mit dieser Person an jeden Ort innerhalb der Europäischen Union reist oder umzieht, aufrechterhalten und fortgesetzt wird. Dies, auch ohne dass es hierzu besonderer Verfahren bedarf, jedoch kann bei Verstoß gegen den ordre public eine Schutzmaßnahme verweigert werden.
Ausgeschlossen von der Anordnung von Schutzmaßnahmen in Zivilsachen sind gemäß Verordnung (EU) Nr. 606/2013 ausdrücklich Polizeibehörden.

## Geschichte
Zur Entwicklung der Verordnung (EU) Nr. 606/2013 siehe Richtlinie 2011/99/EU über die Europäische Schutzanordnung.

## Rechtsgrundlage und Rechtsprechung
Die Verordnung (EU) Nr. 606/2013 ist vor allem auf die Artikel 47 und 48 der Charta der Grundrechte (Recht auf ein faires Verfahren iSv Art 6 Europäische Menschenrechtskonvention), Artikel 3 Absatz 2 des Vertrag über die Europäische Union und Artikel 21 AEUV sowie Art 81 Abs. 2 Buchstaben a, e und f des AEUV (Justizielle Zusammenarbeit in Zivilsachen) gestützt. Ergänzend dienen z. B. die Möglichkeiten der Richtlinie 2012/29/EU des Europäischen Parlaments und des Rates vom 25. Oktober 2012, und der Richtlinie 2003/8/EG über Prozesskostenhilfe bei Streitsachen mit grenzüberschreitendem Bezug.
Die Verordnung (EU) Nr. 606/2013 greift in den Anwendungsbereich der Verordnung (EG) Nr. 2201/2003 (Brüssel IIa) vom 27. November 2003 über die Zuständigkeit und die Anerkennung und Vollstreckung von Entscheidungen in Ehesachen und in Verfahren betreffend die elterliche Verantwortung ausdrücklich nicht ein.
Der Europäische Gerichtshof hat in seiner Grundsatzentscheidung Cowan gegen Trésor Public vom 2. Februar 1989 entschieden, dass eine Entschädigungszahlung grundsätzlich nicht von der Staatsangehörigkeit abhängig gemacht werden darf. Damit wurde das Diskriminierungsverbot auch auf diesen Bereich ausgedehnt. Die Entscheidung betraf das Opfer eines Überfalles, das im Urlaub in einem anderen Unionsmitgliedstaat geschädigt wurde. Die vorliegende Verordnung ist eine Weiterentwicklung dieser Rechtsprechung.

## Anwendungsbereich
In den Anwendungsbereich der Verordnung (EU) Nr. 606/2013 fallen nur Schutzmaßnahmen, die in Zivilsachen angeordnet werden. Für Schutzmaßnahmen, die in Strafsachen angeordnet werden, ist die Richtlinie 2011/99/EU heranzuziehen.
Vom Anwendungsbereich der Verordnung ist gemäß den Artikeln 1 und 2 des dem EUV und dem AEUV beigefügten Protokolls (Nr. 22) über die Position Dänemarks, Dänemark ausgenommen. Irland und Großbritannien hingegen haben ausdrücklich ihre Teilnahme an den Maßnahmen dieser Verordnung bestätigt.

## Aufbau der Verordnung
- Kapitel I (Gegenstand, Anwendungsbereich und Begriffsbestimmungen)
  - Art 1 bis 3
- Kapitel II (Anerkennung und Vollstreckung von Schutzmaßnahmen)
  - Art 4 bis 14
- Kapitel III (Allgemeine und Schlussbestimmungen)
  - Art 15 bis 22